# لورا بينيت
لورا بينيت (بالإنجليزية: Laura Bennett)‏ هي تريثلت أمريكية، ولدت في 25 أبريل 1975 في ويست بالم بيتش في الولايات المتحدة.

## وصلات خارجية
- لورا بينيت على موقع اتحاد الترياتلون الدولي (الإنجليزية)
- لورا بينيت على موقع IAT Triathlon Database (الإنجليزية)
- لورا بينيت على موقع أوليمبيديا (الإنجليزية)